# لاریسا موسکالنکو
لاریسا موسکالنکو (انگلیسی: Larisa Moskalenko؛ زادهٔ ۳ ژانویهٔ ۱۹۶۳) قایقران قایق بادبانی اهل اوکراین است.